# Федерико I (маркграф Салуццо)
Федерико I (итал. Federico I di Saluzzo; 1287 — 29 июня 1336) — маркграф Салуццо с 1332/1334 года.

## Биография
Старший сын Манфреда IV ди Салуццо и его первой жены Беатрисы Сицилийской.
По отцовскому завещанию 1323 года получил несколько сеньорий, а основная часть маркграфства отходила Манфреду V — сыну Манфреда IV от его второй жены Изабеллы Дориа.
Федерико I не согласился с этим решением. В результате гражданской войны он в 1332 году добился признания за собой титула маркграфа. 29 декабря 1334 года Манфред IV подписал приказ, предписывающий всех вассалов принести присягу верности его старшему сыну. Вскоре после этого Федерико I умер — 29 июня 1336 года.

## Семья
Он был женат дважды:
- первая жена (1303) — Маргарита де Ла Тур дю Пен, дочь дофина Гумберта I. От неё сын — Томмазо II.
- вторая жена (21 июня 1333) — Джакома ди Бьяндрате, дочь Гульельмо, сеньора де Сан-Джорджио.